# 香港公司條例
《公司條例》是香港的公司法，載有600多條條文和24個附表，為所有香港公司的運作提供法律架構，對香港作為主要國際金融和商業中心的地位相當重要。

## 歷史
《公司條例》於1932年訂立（《香港法例》第32章），在1984年進行大規模檢討，現時大致與英國《1948年公司法》及其後的《1976年公司法》的改革一致。《公司條例》主要由公司註冊處負責實施及執行。截至2007年底，共有655,038間公司在香港註冊成立，當中645,986間為私人公司、9,052間為公眾公司，根據《公司條例》註冊的非香港公司共有8,081間。
2006年，財經事務及庫務局在香港立法會的支持下，展開全面重寫《公司條例》的工作。
2012年7月12日，立法會通過《公司條例草案》。2014年3月3日，《公司條例》（《香港法例》第622章）及12條附屬法例生效，載有921條條文及11個附表，但有關限制披露董事住址及個人身分識別號碼的條文尚未生效
，有關無紙化制度的條文也尚未生效。

## 外部連結
- 第32章 《公司(清盤及雜項條文)條例》 - 律政司電子版香港法例 （页面存档备份，存于）
- 第622章 《公司條例》 - 律政司電子版香港法例 （页面存档备份，存于）